# Juliane Banse
Juliane Banse   (Tettnang, 10 de juliol de 1969) és una cantant sobretot coneguda com a cantant de lieder.
Banse va rebre la seva formació vocal a l'Òpera de Zürich i amb Brigitte Fassbaender a Múnic. Va guanyar el primer premi en la competició de cant del "Kulturforum" a Múnic en 1989. Va fer el seu debut operístic aquest any com Pamina a La flauta màgica de Mozart a la "Komische Oper" de Berlín. El 1993, l'Institut Internacional Schubert, el jurat aquest any incloïa a Elisabeth Schwarzkopf i Dietrich Fischer-Dieskau, li va atorgar el seu primer premi en la Internacional Franz Schubert Competition.
Banse va estrenar el paper de Schneewittchen a la òpera de Heinz Holliger, de 1998, Schneewittchen al "Zürich Òpera House". Va donar la premier mundial de l'ària de Bach, descoberta en 2005, Alles mit Gott und nichts OHN'ihn, BWV 1127, amb András Schiff i el "Quartet Mosaiques". Va fer el seu debut a l'Òpera Metropolitana de Nova York el 2014 com Zdenka en l'òpera de Richard Strauss Arabella, quan va ser cridada a reemplaçar a la indisposada Genia Kühmeier. En la temporada 2014-2015 canta el paper de Fiordiligi en l'òpera de Mozart Così fan tutte a Barcelona (Gran Teatre del Liceu)

## Discografia
- Johannes Brahms: Ein deutsches Requiem op. 45, Rondeau 2002
- Alban Berg: Altenber Lieder y Lulu-Suite, Deutsche Grammophon 2003
- Ludwig van Beethoven: Fidelio, EMI 2003
- Johann Sebastian Bach: Johannes-Passion BWV 245, Hänssler Classic
- Johannes Brahms: Lieder, amb Andreas Schmidt (Baríton) i Helmut Deutsch (Piano)
- Aribert Reimann: Lieder de Brahms, Schumann i Mendelssohn, arranjats per Soprano i Quartet de corda. Quartetto Cherubini, TUDOR